# Prilly Latuconsina
Prilly Mahatei Latuconsina (ur. 15 października 1996 w Tangerangu) – indonezyjska aktorka, prezenterka telewizyjna i piosenkarka.

## Życiorys
Jej popularność wzrosła po wystąpieniu w serialu telewizyjnym Hanya. Zagrała także główną rolę w serialu Ganteng Ganteng Serigala (GGS). Dzięki grze aktorskiej w GGS została laureatką SCTV Awards 2014, Yahoo Indonesia Awards 2014 i Infotainment Awards 2015.
W 2016 roku wydała swój debiutancki album muzyczny pt. Sahabat Hidup.

## Filmografia
- Honeymoon (2013) (Kaniya)
- Latahzan (2013) (Neneng)

Seriale telewizyjne
- Get Married The Series (2010–2011) (Josepfira / Fira)
- Get Married The Series 2 (2014) (Sovy)
- Hanya Kamu (2013) (Yumi)
- Hanya Kamu #eeeaa 2 (2013) (Yumi)
- Monyet Cantik 2 (2013) (Dinda)
- Ganteng Ganteng Serigala (2014–2015) (Sisi)
- Aisyah Putri The Series: Jilbab In Love Season 2 (2014–2015) (Mbok Lili)

Źródło: 